# Bregenzerachschlucht

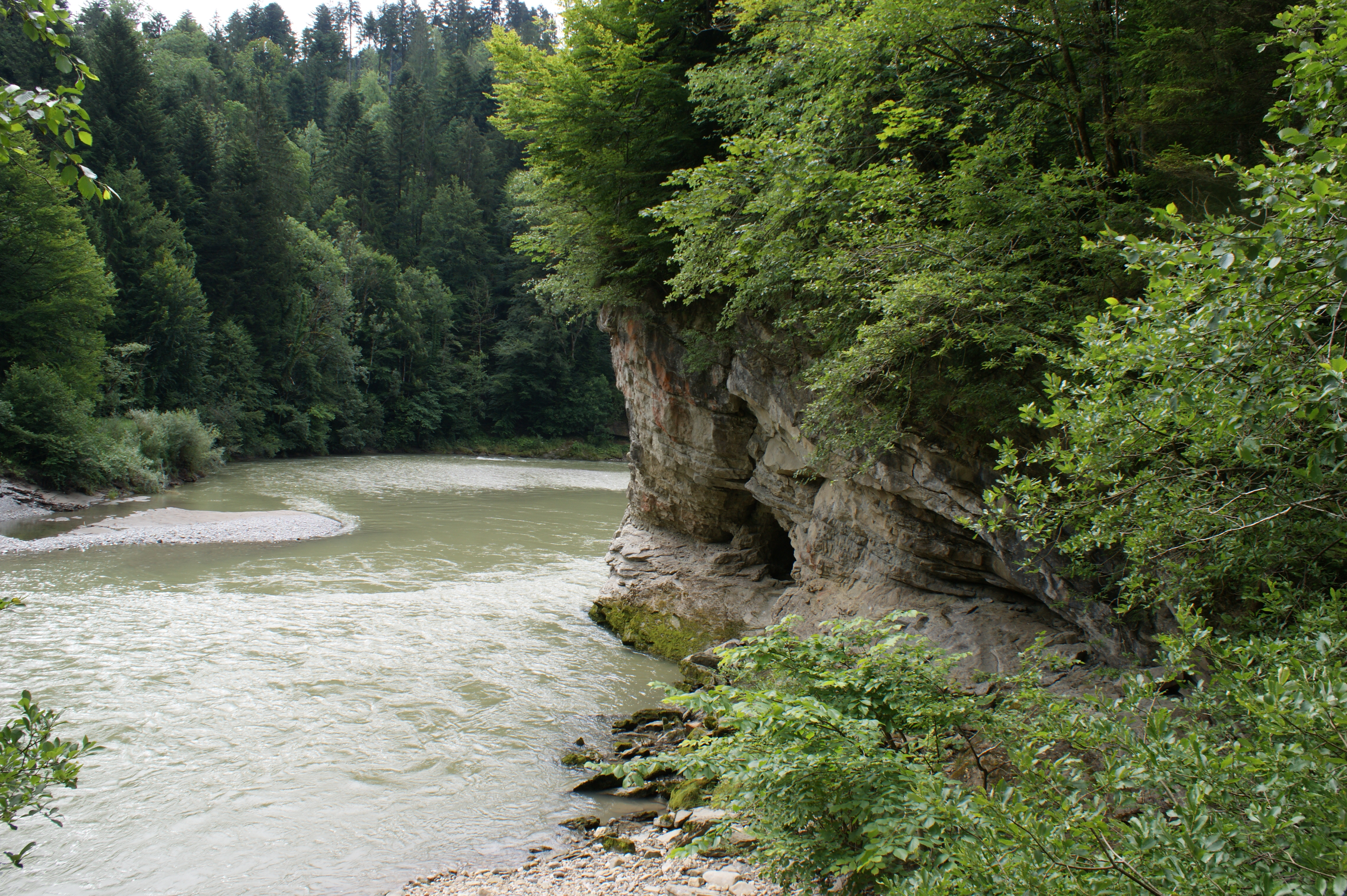
Bregenzerachschlucht

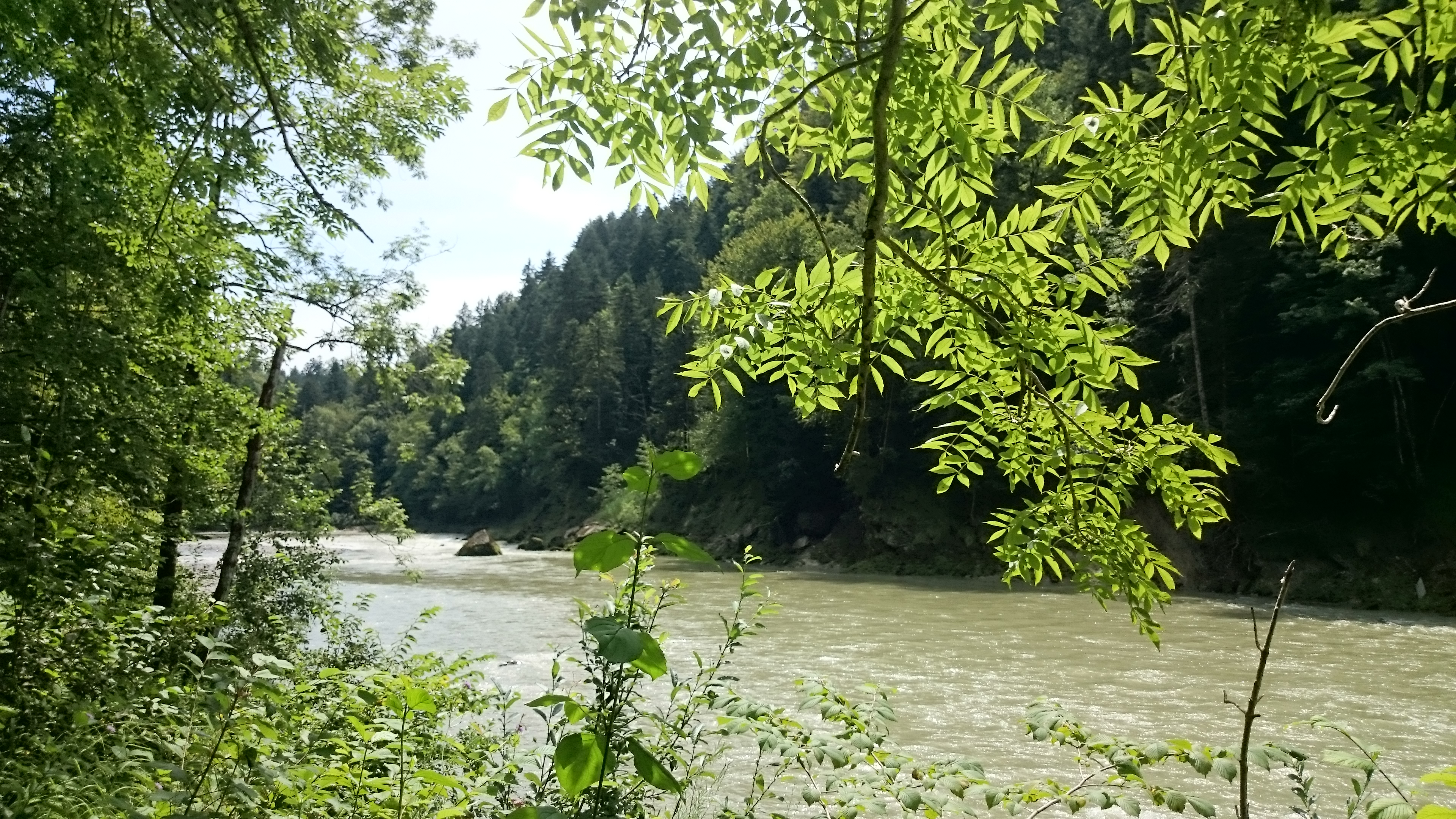
Typisches Ufer in der Bregenzerachschlucht, im Hintergrund der Ippachwald

Die Bregenzerachschlucht, auch kurz Achschlucht oder Achtal genannt, ist eine Waldschlucht der Bregenzer Ach und seit 1995 ein Europaschutzgebiet (Natura 2000 Gebiet) im Gebiet der Gemeinden Doren, Langen bei Bregenz, Bregenz (Ortsteil Fluh), Kennelbach, Alberschwende, Buch und Wolfurt.

## Lage
Das Schutzgebiet beginnt bei der Einmündung der Weißach und beim Kraftwerk Alberschwende und geht bis zum Ende der Schlucht bei Wolfurt/Kennelbach, wo die Bregenzer Ach in die Rheintalebene eintritt. Die Schlucht selbst geht von Egg bis Wolfurt/Kennelbach. Rechtsseitig sind die Allgäuer Alpen mit dem Sulzberg-Rücken und dem Pfänderstock, linksseitig ist das Bregenzerwaldgebirge mit dem Schneiderkopf. Hier liegt der teils schwer zugängliche Ippachwald. Der rechtsseitige Wald ist noch schwerer zugänglich.

## Geologie
Die Bregenzerachschlucht gehört zur aufgerichteten granitischen Molasse. Rechtsseitig liegen die Gesteinsschichten schräg in Richtung Fluss, daher rutschen hier die Hänge besonders oft ab. Ungünstigerweise wurde die Bregenzerwaldbahn auf dieser Seite gebaut.

## Forstwirtschaft

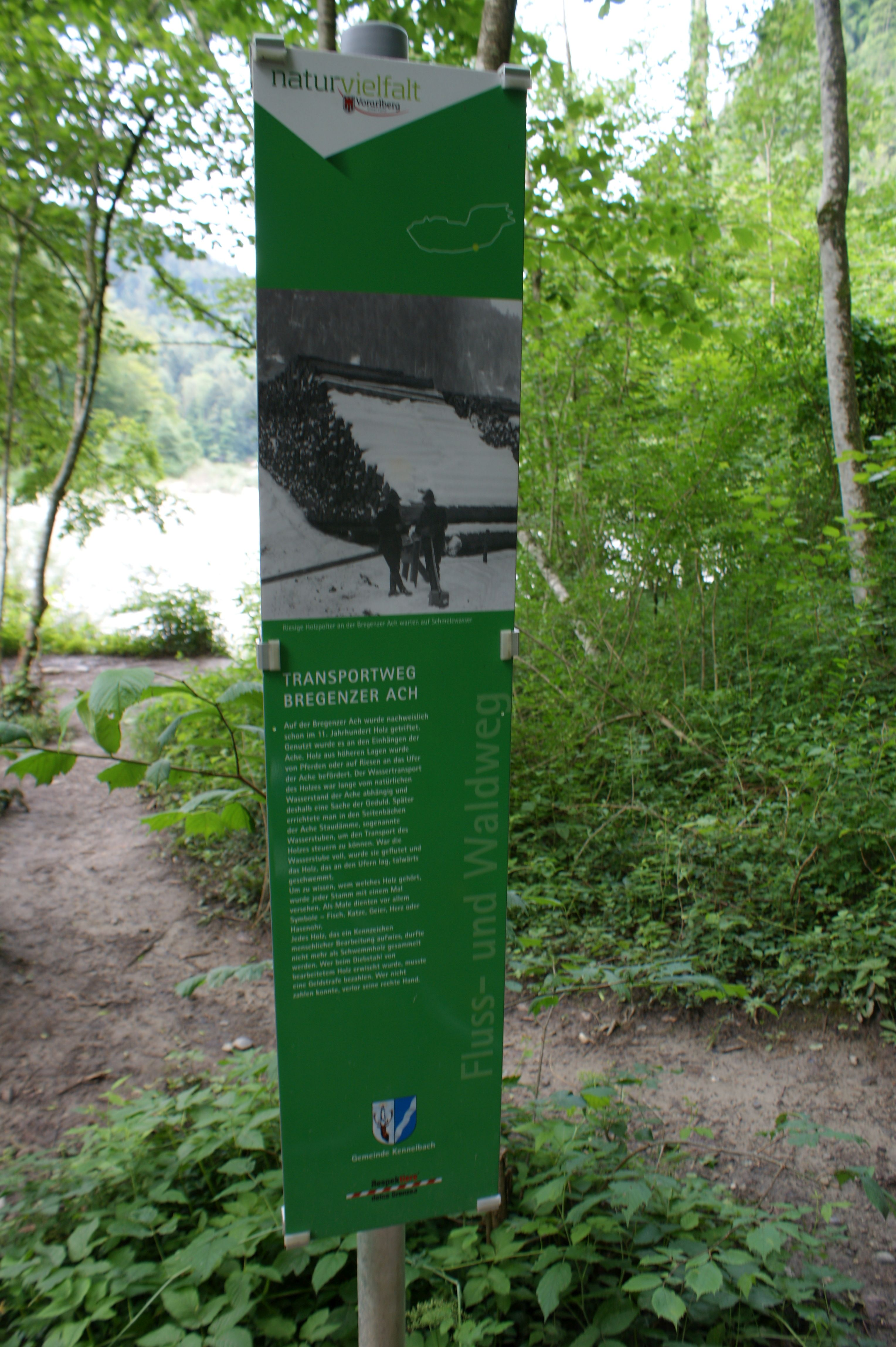
Info-Tafel über die Holztrift

Die Bregenzer Ach wurde ab dem 11. Jahrhundert zum Holztriften verwendet. Die gefällten Baumstämme wurden markiert und über den Fluss bis in die Rheintalebene verfrachtet. Es war in diesem Gebiet die einzige Möglichkeit, das Holz zu transportieren. Mit der Errichtung der Bregenzerwaldbahn im Jahr 1902 verlor die Holztrift an Bedeutung. Ein Lehrpfad mit Informationstafeln in Kennelbach (im Anfangsbereich der Schlucht) erinnert an diese schwere und gefährliche Arbeit. Bis etwa 1950 war die Bevölkerung sehr arm. Geschlägertes Holz war damals sehr wertvoll und wurde dringend als Nutzholz benötigt. Brennholz gewann man durch Wildholzsammeln und Holzfischen bei und nach den Hochwässern. Es gab zahlreiche Konflikte um das Holz und erforderte gesetzliche Regelungen darüber. Die Holztrift war eine sehr gefährliche Arbeit, es kam immer wieder zu schweren Unfällen. Auch Holzfischen bei Hochwasser war extrem gefährlich.

## Bregenzerwaldbahn

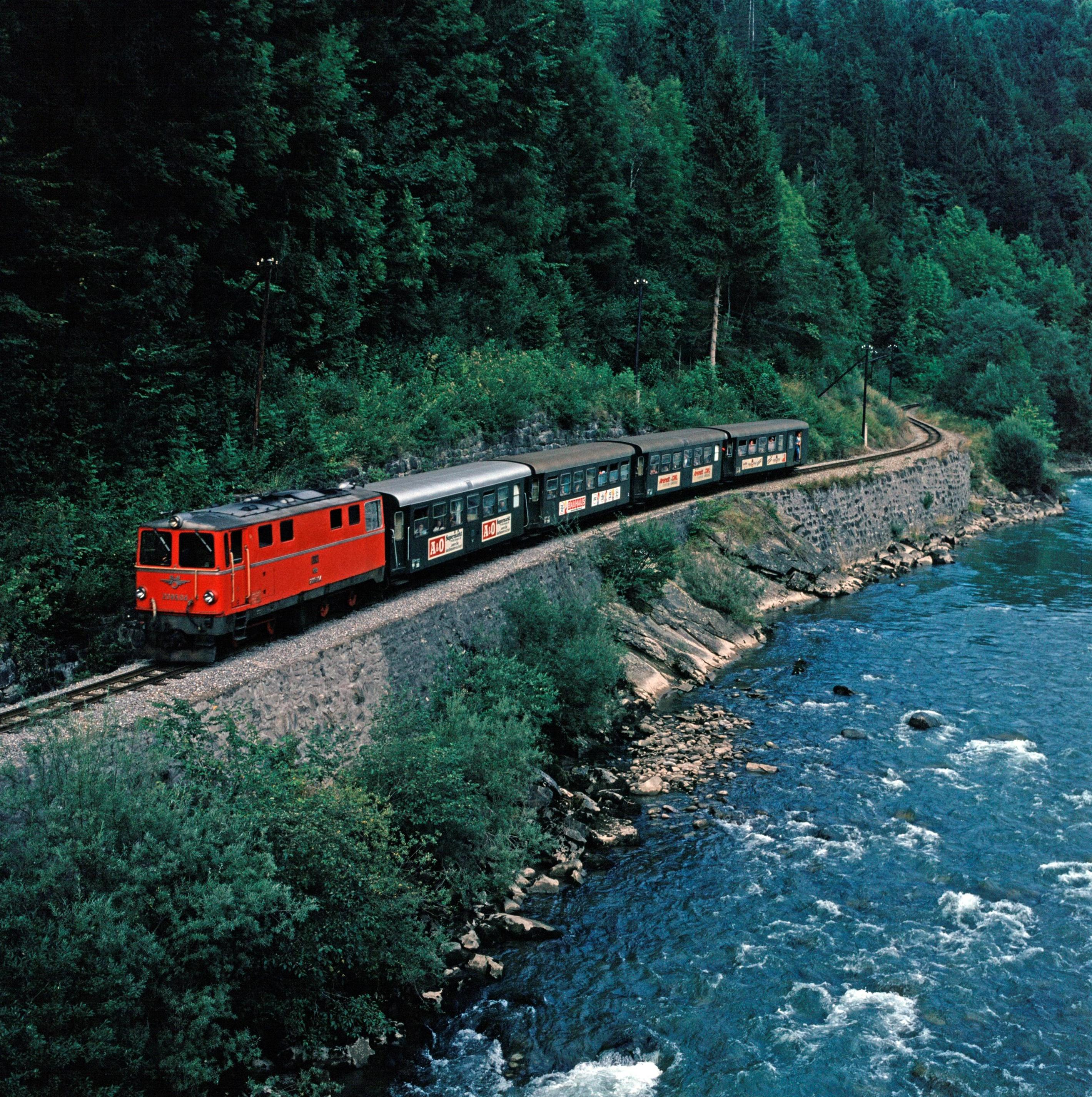
Zug der Wälderbahn nach Bregenz in der Bregenzerachschlucht, etwa 1 km östlich der Brücke über den Schindlerkanal (1979)

Von 1900 bis 1902 wurde die Bregenzerwaldbahn gebaut. Der kritischste Teil der Schmalspurbahn verlief durch die Bregenzerachschlucht. Hangrutschungen, Felsstürze und Hochwasser führten immer wieder zu Unfällen und – teils monatelangen – Streckenunterbrechungen. 1980 gaben die ÖBB diesen Streckenabschnitt infolge der ernomen Instandhaltungskosten bei seit Längerem zurückgehendem Verkehrsaufkommen auf. 1985 erfolgte die dauerhafte und offizielle Streckenstilllegung.
Die Bahn verlief von Bregenz nach Bezau. Bei km 5,4 begann die Strecke durch die Bregenzerachschlucht kurz nach dem Bahnhof Kennelbach. Bereits bei km 7,0 war der Erdrutsch, der zur endgültigen Schließung der Bahn führte. Von dieser Stelle an bis zum Rotachtunnel ist die Trasse verwildert.

## Wildnis

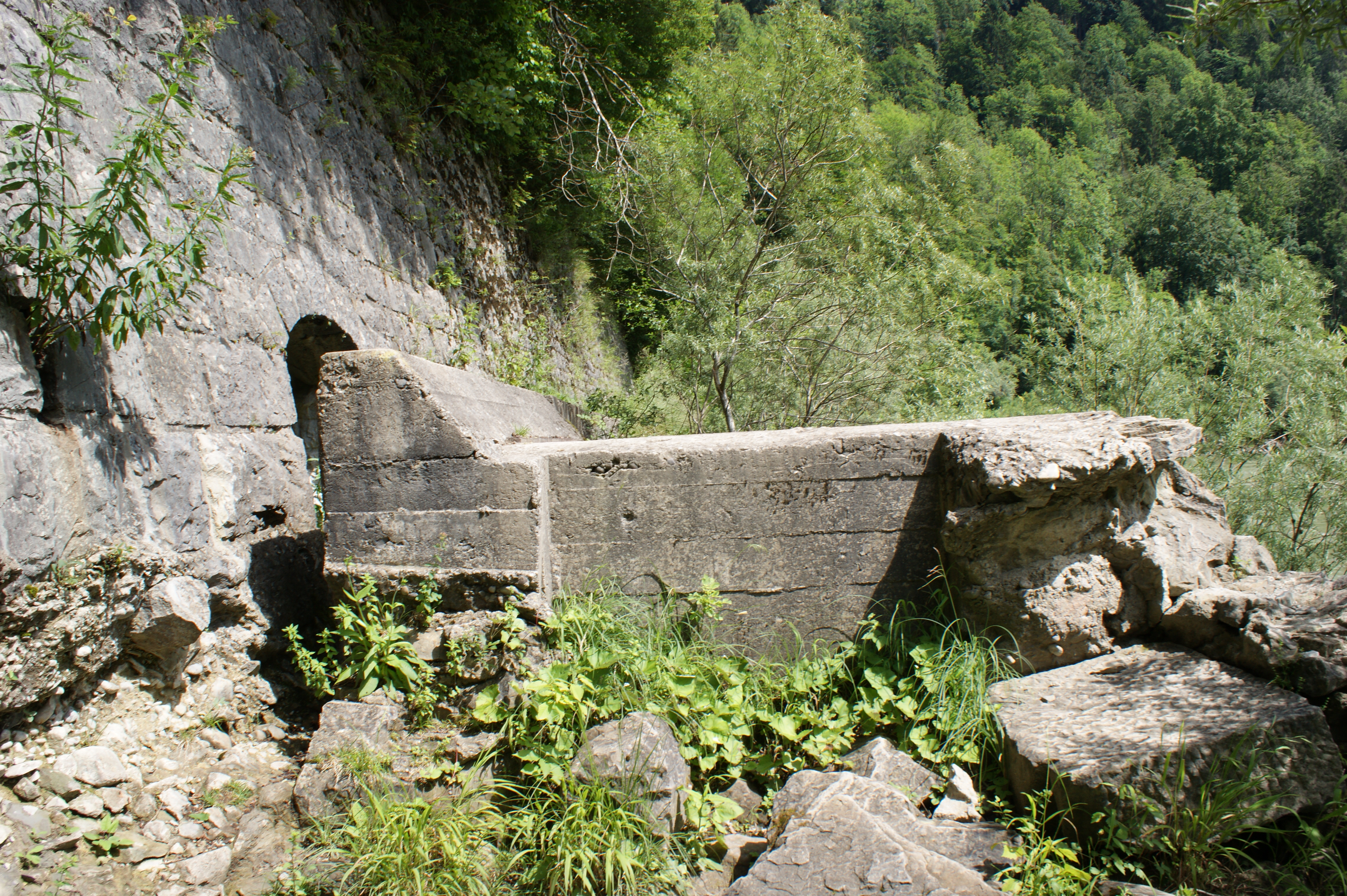
Relikt der Bahnstrecke

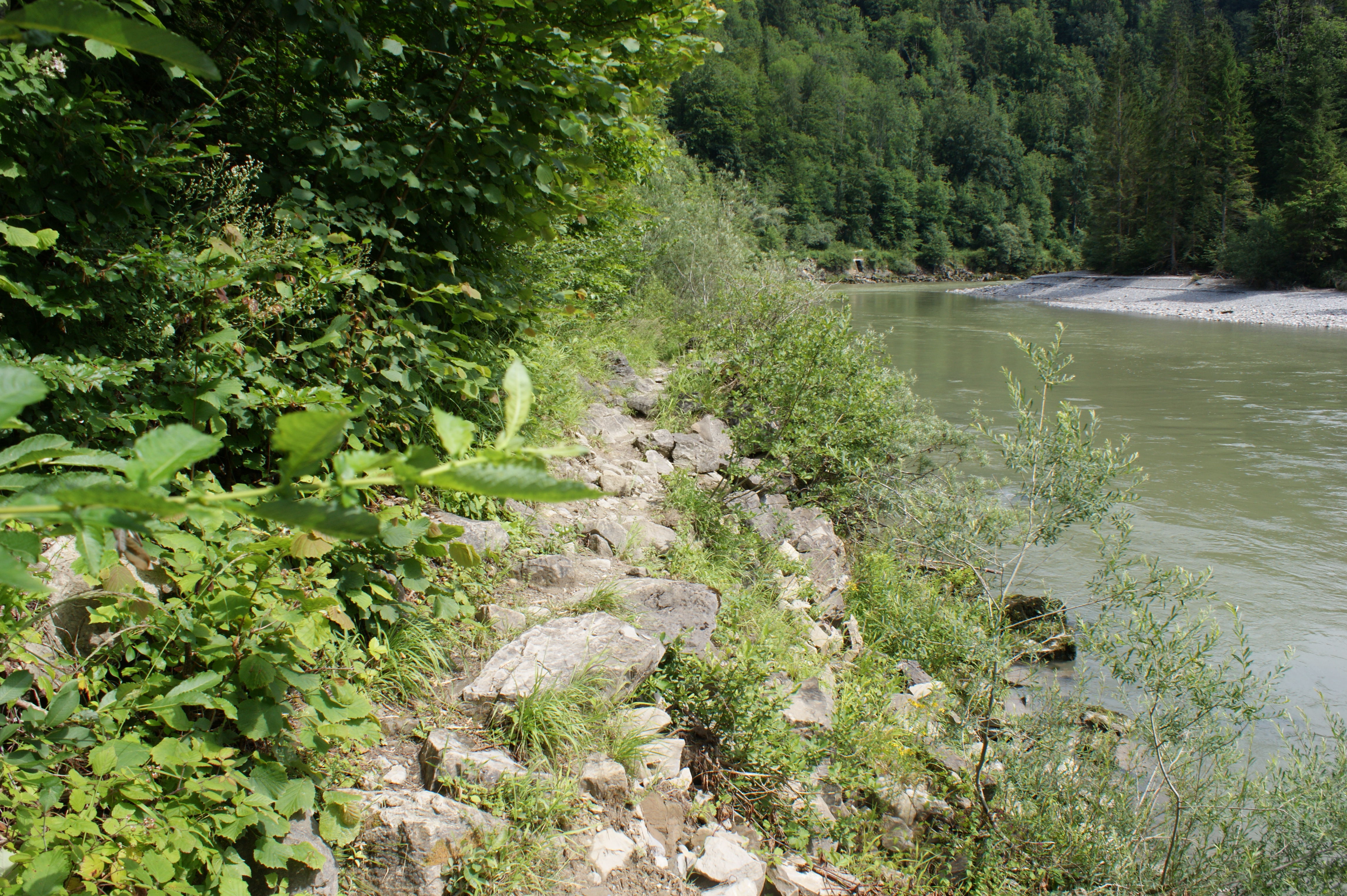
Typische Landschaft entlang der ehemaligen Bahnlinie

Seit 1980 gibt es keine Verkehrsverbindung mehr durch die Bregenzerachschlucht, es kamen kaum noch Menschen in dieses Gebiet, weil es hierher keine Straße und keinen offiziellen Weg gab. Diese Naturbelassenheit führte schließlich zur Einrichtung eines Europaschutzgebietes. Die Gleise wurden abgebaut. Außer den verfallenden Kunstbauten der alten Bahntrasse gibt es keine Verbauungen in diesem Gebiet. Auch als Wanderweg war die Trasse wegen Hangrutschungen und beschädigten Brücken immer wieder unterbrochen.
Ein Bregenzer Pensionist begann im Jahr 2010 in Privatinitiative, den stellenweise verschütteten, sehr den Naturgewalten ausgesetzten, etwa 7,5 Kilometer langen Abschnitt am Steilufer zwischen dem Werkskanal („Schindlerkanal“) in Kennelbach und dem Rotachtunnel von Steinen, umgestürzten Bäumen und anderen Hindernissen zu befreien. Er baute Stege und eine Brücke aus alten Schwellen. Alte Bahnbrücken, unter anderem die bei einem Hochwasser 2010 erneut beschädigte Rotachbrücke und die beiden einst einsturzgefährdeten Tunnel wurden 2021 aus Haftungsgründen gesichert. Diese Arbeiten waren logistisch sehr aufwendig, da die dort im steilwandigen Achtal liegende Trasse teilweise mit Fahrzeugen nicht erreichbar ist. Ein Ausbau und eine offizielle Freigabe dieses Abschnitts als Wander- beziehungsweise Radweg ist dennoch nicht vorgesehen. Der Weg zwischen der Werkskanalbrücke und der Rotach ist (Stand: 2025) „auf eigene Gefahr“ begehbar.
So verwildert die Schlucht immer mehr. Auch die Wälder werden kaum noch forstwirtschaftlich genutzt, da die Hänge sehr steil und instabil sind. Die Schlucht ist einer der wenigen Orte in der Region, wo man über weite Strecken keine Spuren der menschlichen Zivilisation sieht.

## Europaschutzgebiet
Seit 1995 ist der untere Teil der Bregenzerachschlucht ein Natura 2000-Europaschutzgebiet. Die Gebietsnummer ist AT3405000. Es ist ein Fauna-Flora-Habitat-Gebiet nach Richtlinie 92/43/EWG. Das geschützte Gebiet ist 434,02 ha groß.
Die Schlucht soll als vielgestaltiger Komplex verschiedener Biotoptypen wiederhergestellt und erhalten werden. Der Wald soll naturnah bleiben, vor allem die edelholzreichen Schlucht- und Hangmischwälder. Auch die zahlreichen Kalktuffquellen sollen erhalten bleiben. Besonders schützenswert sind der Frauenschuh (Cypripedium calceolus), die Koppe (Cottus gobio) und die Gelbbauchunke (Bombina variegata). Daneben ist das Gebiet bedeutender Lebensraum für mehrere Fledermausarten, Spechte und Eulenarten.
Zelten und Campieren ist grundsätzlich verboten. Blumen pflücken oder die Entnahme von Pflanzenteilen sind ebenfalls verboten. Zwischen 1. April bis 15. Juli können einzelne Uferabschnitte gesperrt sein, wenn sensible Wasservögel im Gebiet Brutplätze suchen.
Die Bregenzer Ach verändert mit jedem Hochwasser ihr Flussbett und ihre Uferböschung. Mit den zahlreichen Nebenbächen ergibt das ein einzigartiges natürliches Großbiotop.

### Geschützte Lebensräume

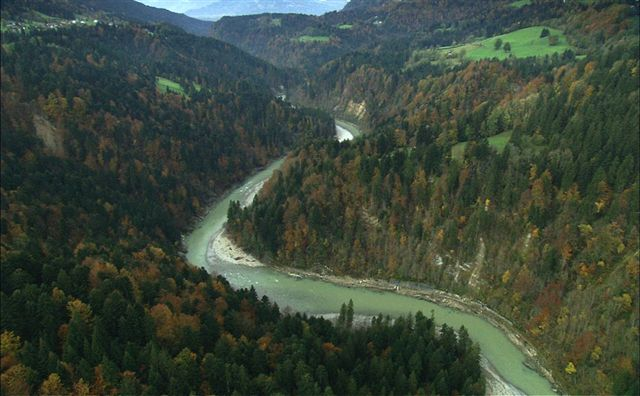
Bregenzerachschlucht von oben

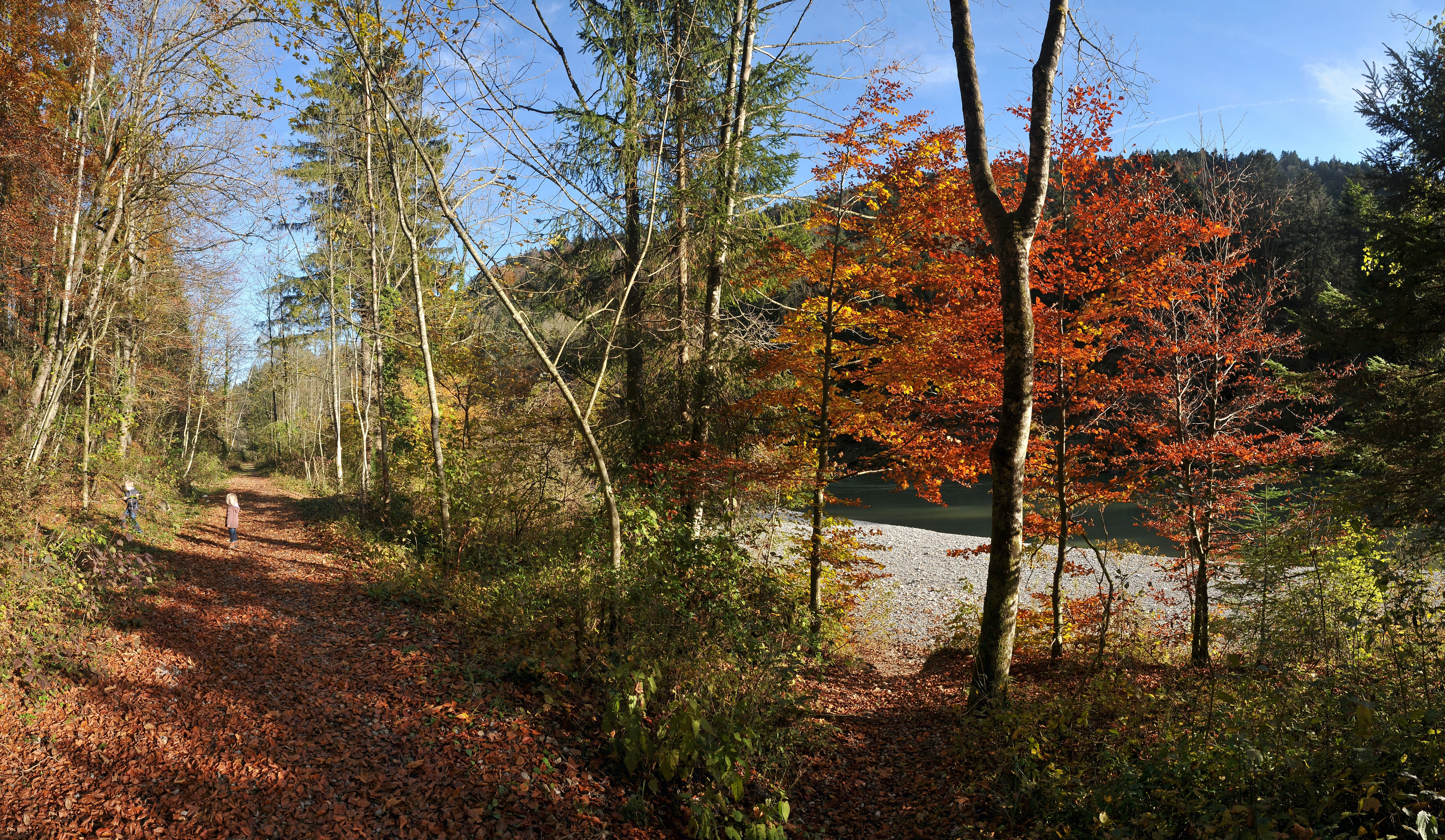
Eingang zur Bregenzerachschlucht im Herbst

- alpine Flusslauf
- Buchen-Tannenwälder
- Eschen-Ahornwälder
- Eiben-Buchenwälder
- Auwälder direkt am Fluss
- Kalktuff-Quellen und Seitenbäche
- nasse Hänge
- trockene Felsformationen

### Geschützte Tiere

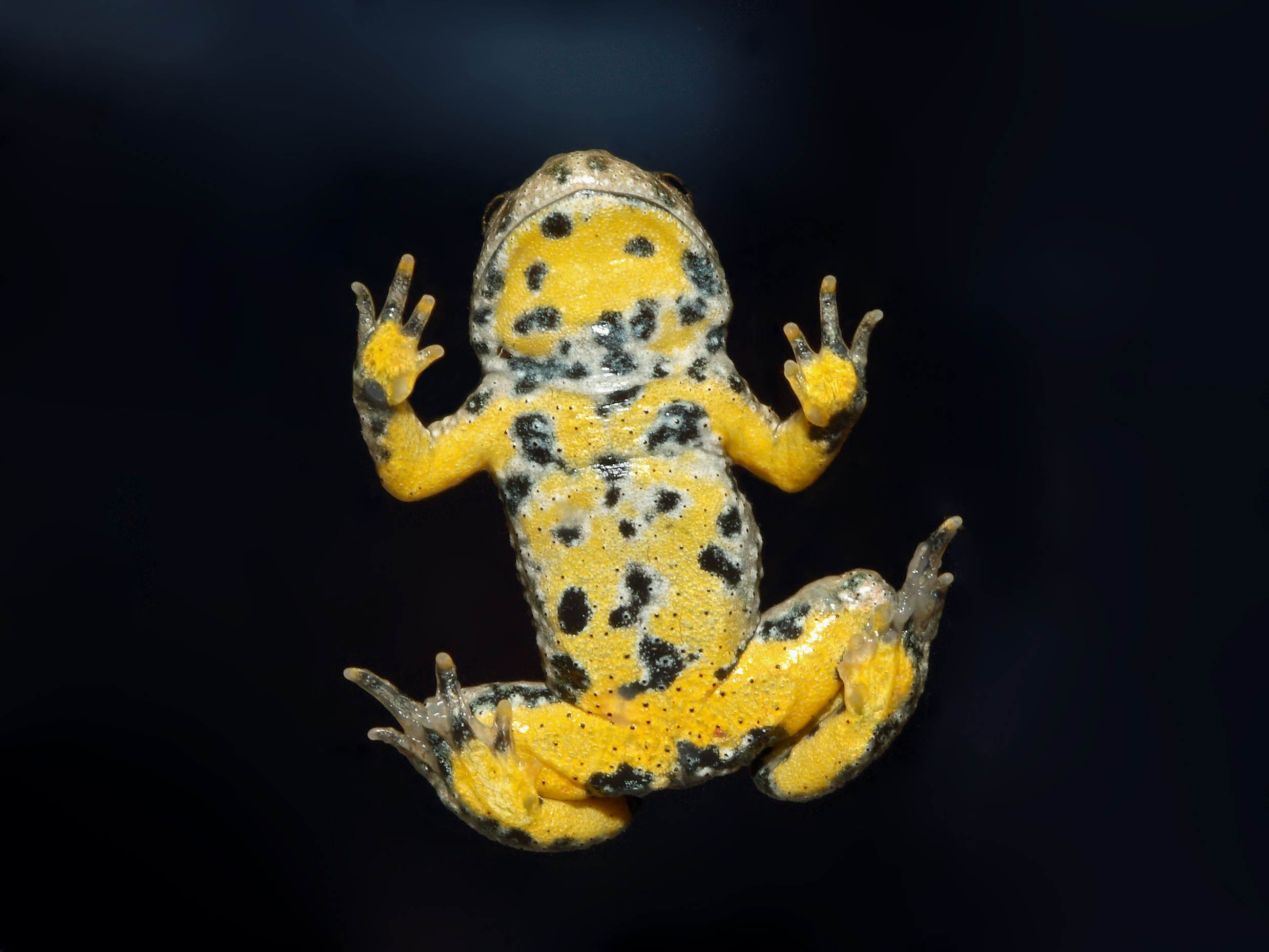
Gelbbauchunke

- Schwarzspecht
- Gelbbauchunke
- Ringelnatter
- Groppe (Koppe)

### Geschützte Pflanzen

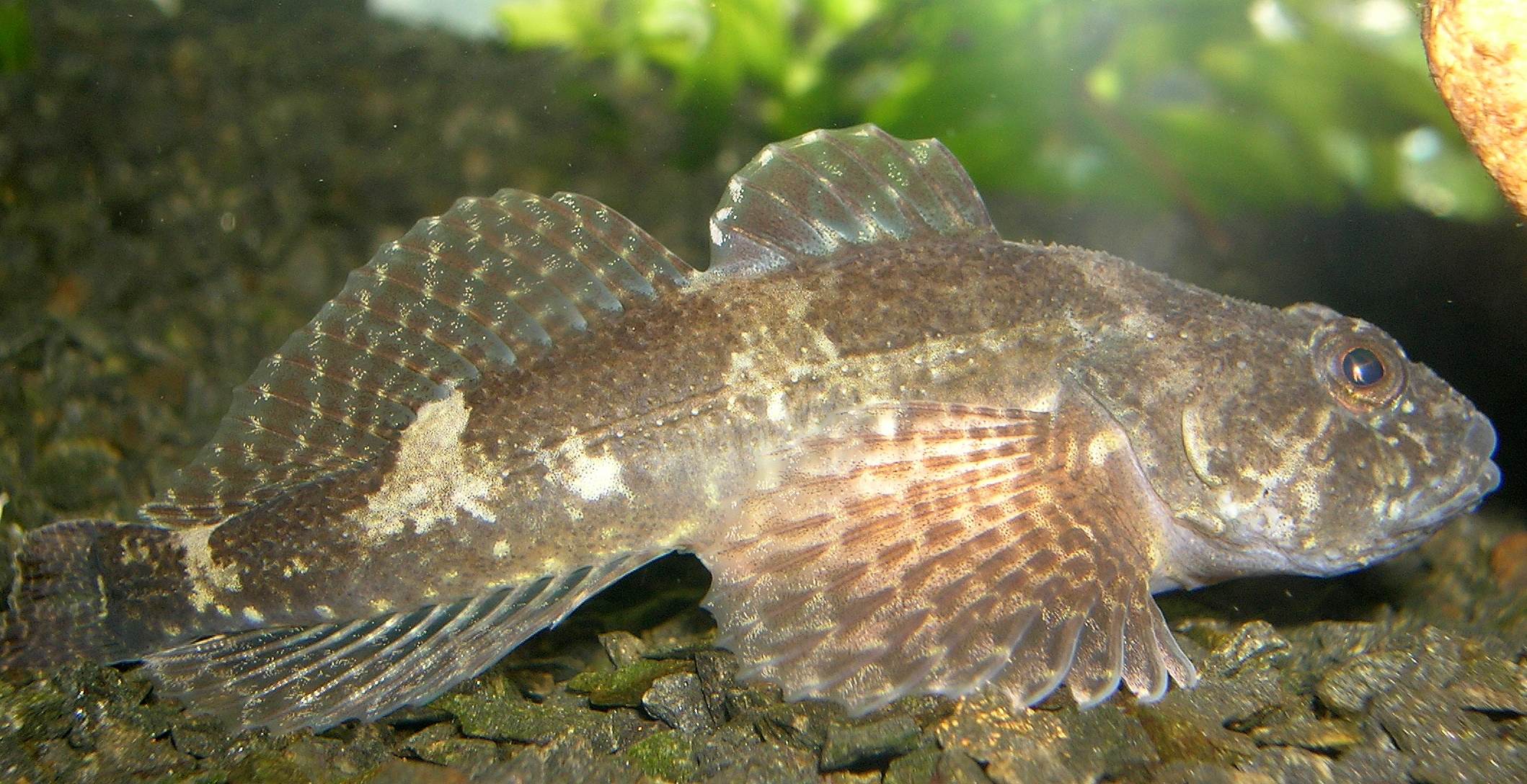
Groppe

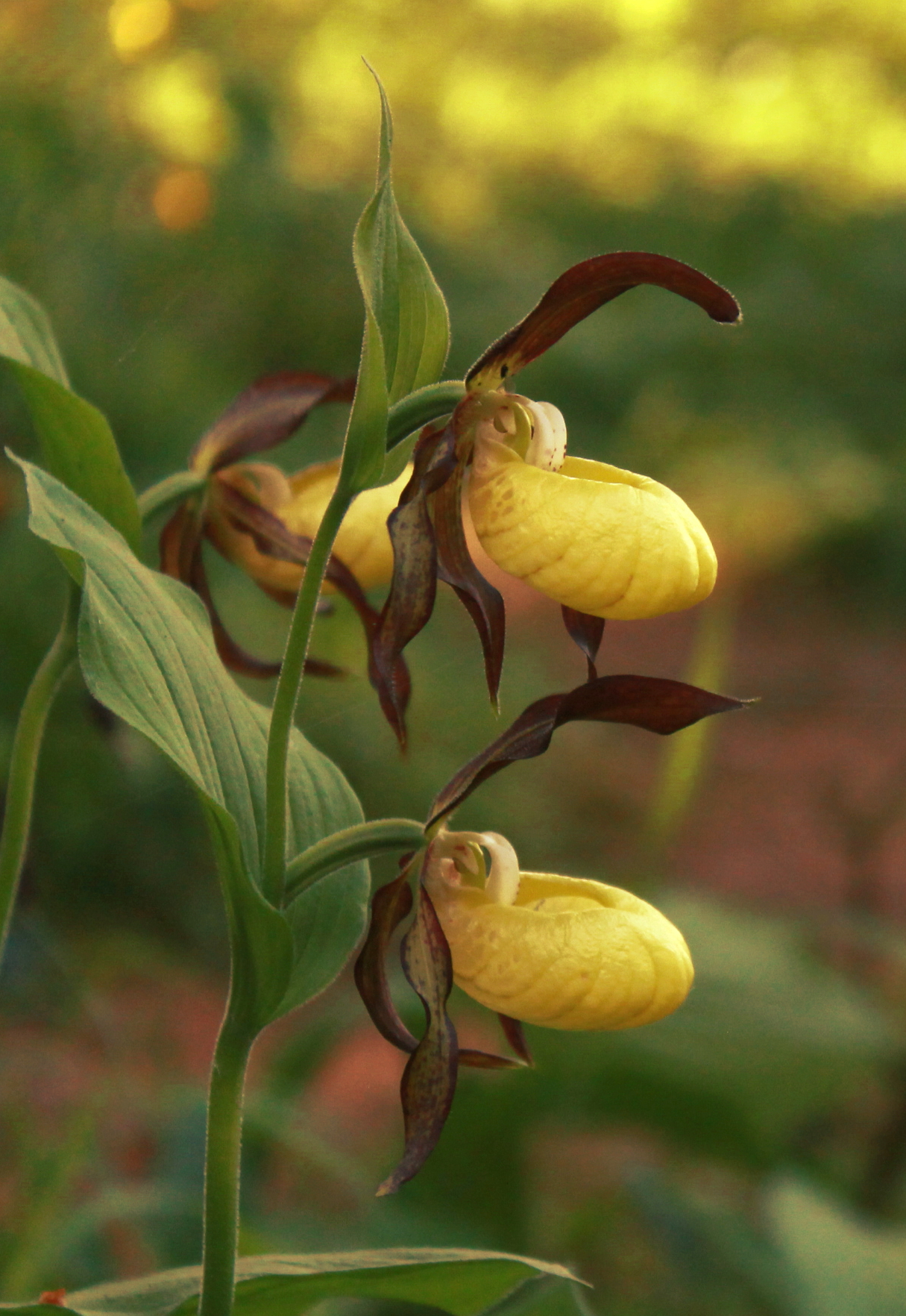
Gelber Frauenschuh

- gelber Frauenschuh
- Lavendelweide
- Schwarz-Erle

## Wandern, Radfahren und Rafting
Die Bahntrasse zwischen Kennelbach und der Rotach war nie ein offizieller Wanderweg, allerdings nutzten viele Wanderer die Trasse. Bis zur Sicherung von Tunnels und Brücken 2021 musste immer wieder ein Betretungsverbot der Bauwerke wegen Einsturzgefahr erlassen werden. An mehreren Stellen gibt es keinen Weg mehr.
Der Abschnitt zwischen Egg und  Doren wurde hingegen von der Regio Bregenzerwald und den anliegenden Gemeinden sowie mit intensiver finanzieller Unterstützung durch das Land Vorarlberg und die EU gesichert, für Radfahrer hergerichtet und 2014 eröffnet. Im Winter wird er weder geräumt noch anderweitig betreut.
Seit 1997 wird die Bregenzer Ach zwischen Lingenau und Kennelbach für Rafting genutzt.

## Konflikt über die Nutzung als Radweg
Seit der Stilllegung der Bregenzerwaldbahn gibt es einen politischen Streit über die Nutzung der Trasse. Es gibt einen Interessenskonflikt zwischen Tourismus und Naturschutz. Einerseits gibt es ein Interesse an einem gut ausgebauten Radweg, der allerdings sehr teuer wäre und wegen den Hangrutschungen ständig Instandhaltungskosten verursachen würde. Teuer wäre vor allem der Bau zweier, jeweils etwa 500 Meter langer, Tunnel zur Unterquerung der gefährdetsten Abschnitte. Für den Naturschutz wäre es gut, wenn möglichst wenige Menschen in die Schlucht kommen.
1983 wurde bereits über einen Bahntrassenradweg diskutiert. 2000 ergab ein landschaftsökologisches Gutachten im Auftrag der Regio Bregenzerwald, dass dieser massive ökologische Probleme durch Überbauungen und weitere Sicherungsmaßnahmen bewirken würde. Wegen der einmaligen Biodiversität wurde die Bregenzerachschlucht 2003 zum Europaschutzgebiet.
Es herrscht weitgehend Einigkeit, dass es einen Radweg zwischen dem Vorarlberger Rheintal und Bregenzerwald braucht. Nach einer geologischen Studie und einer Einschätzung der bautechnischen Machbarkeit eines Radwegs durch die Bregenzerachschlucht stellten das Land Vorarlberg und die Regio Bregenzerwald Anfang 2023 zwei Varianten vor, nämlich ein Weg von Kennelbach durch die Bregenzerschschlucht bis nach Egg, für den einige Tunnel neu gegraben werden müssten, und eine Strecke von Schwarzach durch das Schwarzachtobel weiter nach Egg, die zwar landschaftlich weniger reizvoll, dafür jedoch wesentlich alltagstauglicher wäre.

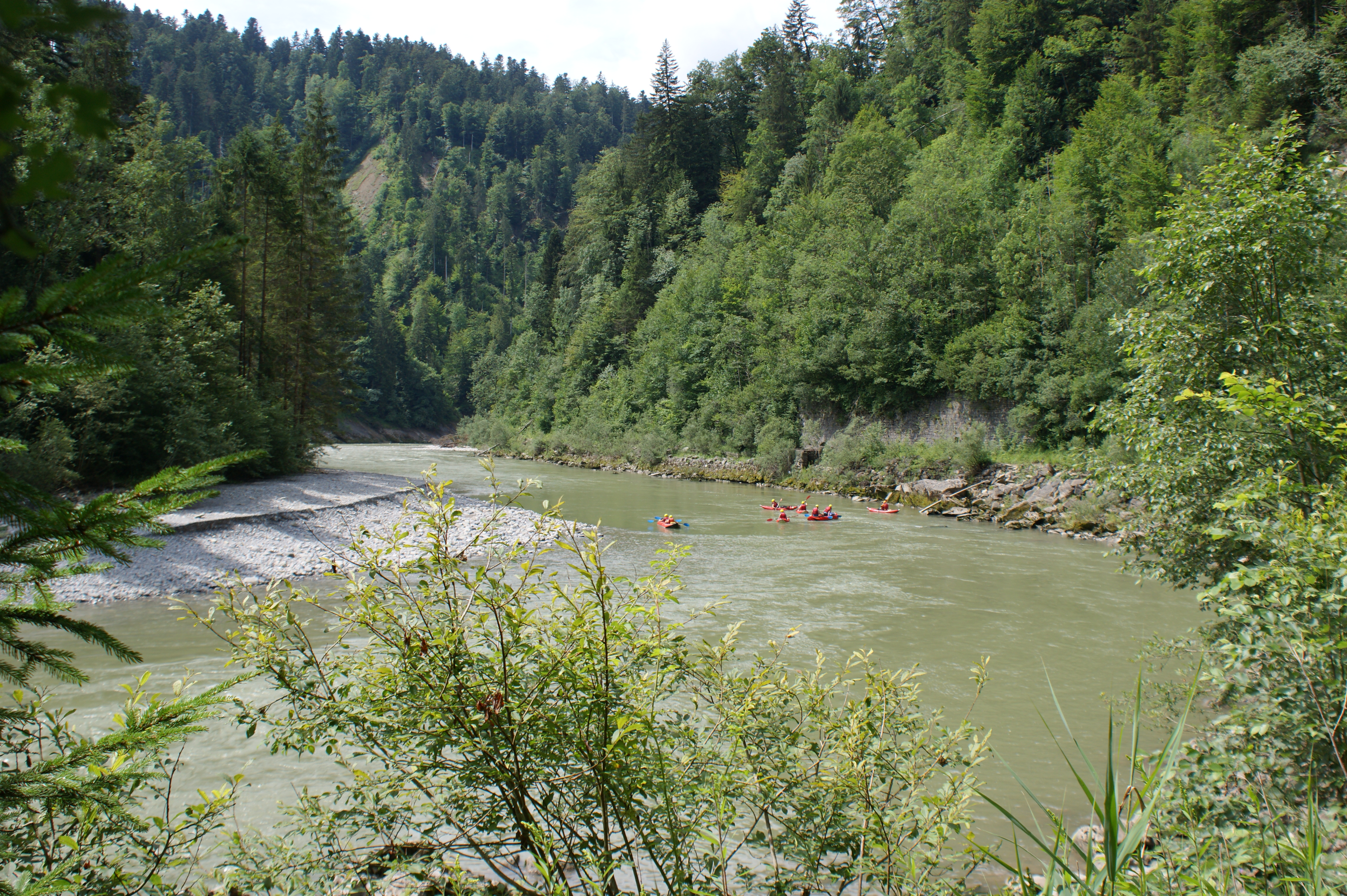
Rafting auf der Bregenzer Ach